# Coup Royal

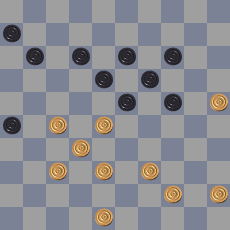
Diagram 1

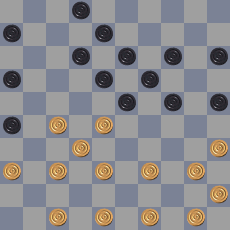
Diagram 2

De Coup Royal, in Nederland ook wel Koningslag genoemd, is een standaardcombinatie die bij het dammen, en dan vooral in een zogenaamde klassieke partij, een zeer belangrijke rol speelt. Vaak moet een speler allerlei positionele concessies doen om een 'vijandige' Coup Royal uit te schakelen.
Diagram 1 toont een elementaire Coup Royal. Wit wint twee schijven door 27-22 (18x27) 32x21 (23x34) 44-40 (26x17) 40x16.
De Coup Royal kent vele tientallen, soms zeer fraaie, variaties. Bijvoorbeeld de stand van diagram 2, waarin de Coup Royal slechts de inleiding vormt. Wit haalt dam door 27-22 (18x27) 32x21 (23x34) 40x7 (2x11) 37-32 (16x38) 49-43 (38x49) 36-31 (26x37) 48-42 (37x48) 50-44 (49x40) 45x34 (48x30) 35x2